# Heart Attack
«Heart Attack» —en español: «Ataque al corazón»— es una canción interpretada por La Artista Estadounidense Demi Lovato; compuesta por Mitch Allan, Jason Evigan, Sean Douglas, Lovato y Nikki Williams; y producida por The Suspex (un dúo entre Allan y Evigan). Lovato anunció que estrenaría el tema el 4 de marzo de 2013 a través del programa radial On Air with Ryan Seacrest, como primer sencillo de su cuarto álbum de estudio, Demi, de 2013. Sin embargo, Ryan Seacrest lo estrenó el 24 de febrero, mientras que Hollywood Records lo publicó en iTunes al día siguiente. Su letra trata sobre «el miedo a enamorarse de nuevo después de haber sido rechazada».
Obtuvo comentarios positivos de parte de los críticos, quienes notaron una similitud con el estilo de música de la cantante Kelly Clarkson. Comercialmente, tuvo un buen recibimiento. En los Estados Unidos, debutó en el décimo segundo puesto de la lista Billboard Hot 100, tras vender 215 000 descargas durante su semana de lanzamiento. A su séptima semana, subió hasta el lugar número 10 en la Billboard Hot 100, por lo que se convirtió en la tercera canción de la intérprete en entrar al top 10. Por otra parte, llegó a estar en el número 1 en listas de iTunes en diecisiete países. Además, ganó el premio al mejor sencillo de una artista femenina en los Teen Choice Awards de 2013.
Chris Applebaum, quien había trabajado con artistas como Rihanna, Britney Spears y Mariah Carey, dirigió el videoclip de «Heart Attack», y lo rodó durante el 13 y 14 de marzo, en Los Ángeles. E! lo estrenó en la noche del 9 de abril de 2013, mientras que la intérprete lo subió a su cuenta en YouTube horas después. Además, la discográfica lo lanzó el mismo día en iTunes de los Estados Unidos. Este recibió el premio al mejor vídeo de un artista internacional en los MuchMusic Awards de 2013, y obtuvo la certificación de VEVO al haber superado las 100 millones de visitas en YouTube.
Al cumplirse 10 años del lanzamiento de la canción, Lovato lanzó el 24 de marzo de 2023 la versión rock de la canción que fue regrabada completamente.

## Antecedentes

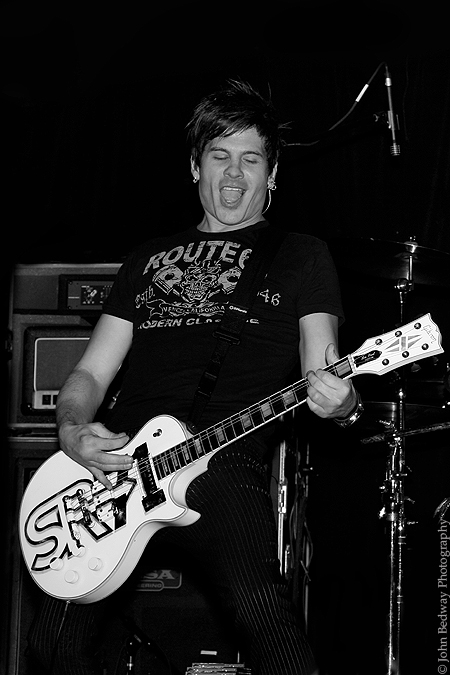
Mitch Allan, coescritor y productor de «Heart Attack».

Mitch Allan, Jason Evigan, Sean Douglas y Nikki Williams coescribieron «Heart Attack» dos años antes de su lanzamiento, en la noche de Halloween, cuando esta última llegó a la sesión de grabación depresiva y hablando de una de sus obsesiones amorosas. Allí mismo, Evigan ideó el título del tema cuando Williams empezó a actuar como si estuviese sufriendo un ataque al corazón. En un principio, iba a formar parte del disco debut de Williams, pero su disquera lo rechazó, para sorpresa de los compositores, ya que estos pensaron que se convertiría en un éxito. Asimismo, la propia Williams comentó «Heart Attack» «sólo... sucedió. Fue solo un buen flujo con los otros compositores, pero... supe que no era para mí y no encajaba en mi disco». Después, la exconcursante de American Idol, Pia Toscano, estuvo interesada en la pista, pero su versión no llegó a concluirse. De acuerdo con Jason, varias personas quisieron grabar la canción hasta que un día Lovato llegó al estudio para trabajar en «Two Pieces». Entonces, ellos le mostraron «Heart Attack» y  «se volvió loca», por lo que inmediatamente empezó a grabar el tema, le cambió un poco la letra original y le agregó la nota alta del final.
En una plática con Idolator, Williams afirmó que «estuvo feliz con el resultado final, [ya que] no es una canción fácil de cantar» y que Lovato «puso su propio toque en el tema». Por su parte, Evigan comentó en una entrevista con MTV que la pista tuvo un número de cambios durante los dos últimos años, y dijo que: «la primera versión tenía un break dubstep. Lo quitamos para ella... Demi tiene mucho descaro en su voz, pero aun así mucho poder y todas esas altas notas al final, ella las agregó. [Algunas de esas notas son] de estilo libre y siento como [si] subieron el nivel de la canción».

## Composición y descripción

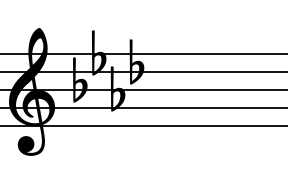
«Heart Attack» está compuesta en la tonalidad de fa menor.

«Heart Attack» es una canción electropop de tempo rápido, compuesta por Lovato, Mitch Allan, Jason Evigan, Sean Douglas con Nikki Williams y producida por The Suspex (un dúo entre Allan y Evigan). Contiene una pesada programación de tambores y guitarras. Según una partitura publicada en Music Notes por BMG Rights Management, está compuesta en la tonalidad de fa menor, y tiene un tempo moderado de 87 pulsaciones por minuto. El registro vocal de la cantante se extiende desde la nota fa3 hasta la la♭5. Nikki Williams confesó a Idolator que «"Heart Attack" es una canción divertida. Es sobre mí estando realmente asustada de enamorarme de nuevo después de ser rechazada, después de sentirme tan vulnerable y frágil todo el tiempo, pensando "¡no sé si podré hacer esto de nuevo!". Soy como una adicta al amor, pero siempre me enamoro [de mis novios] en un día».
En una entrevista con MTV, Lovato reveló que el título de la pista es acerca de «tomar el riesgo de enamorarse» y añadió: «Ella (la protagonista) está aterrorizada, y por "ella", me refiero a mí». Por otro lado, reveló que la inspiración vino de «estar en un lugar de vulnerabilidad». Después, en una entrevista con Ryan Seacrest, cuando le preguntaron sobre que hablaba la canción, afirmó que:

«Ha habido veces en las que has sido lastimado, o, para mí, otras situaciones en las que me sentía abandonada en mi vida. Y cuando abres tu corazón para alguien es un riesgo. Y esta canción es acerca de tomar ese riesgo o [es sobre] los sentimientos que vienen con eso. Soy yo decidiendo si tomar o no ese riesgo».

Por otro lado, los críticos tuvieron diversas opiniones acerca del mensaje del tema. Según el sitio web Neon Limelight, la protagonista se enamora de un nuevo chico, pero tiene miedo de mostrar sus sentimientos. La página Plugged In dijo que «la letra se centra en una joven que añora amar pero está asustada de ceder. En realidad enamorarse de alguien deja sus sentimientos peligrosamente vulnerables. Y cuando eso pasa, su primer instinto es protegerse a sí misma». También, Lovato compara dos tipos diferentes de relaciones: una en la que juega con chicos que están más interesados en ella, en comparación de lo que ella está en ellos (When I don't care, I can play 'em like a Ken doll, won't wash my hair, then make 'em bounce like a basketball, «Cuando no me importa, puedo usarlos como un muñeco Ken, no lavaré mi cabello, después rebotará como un balón de baloncesto») y una en la que siente que está enamorándose locamente más rápido de un interés amoroso nuevo [y verdadero] (But you make me wanna act like a girl, paint my nails and wear high heels, yes, you make me so nervous that I just can't hold your hand, never break a sweat for the other guys, when you come around, I get paralyzed, «Pero tú me haces querer actuar como una chica, pinto mis uñas y uso tacones altos, si, tú me pones nerviosa que sólo no puedo tomar tu mano, nunca sudo por los otros chicos, cuando estás cerca, me paralizo»).

## Lanzamiento y portada
A comienzos de enero de 2013, corrió el rumor que el nombre del nuevo sencillo de Demi Lovato se titularía «Pieces Of A Heart», luego de que Sway Calloway de MTV publicara un tuit en el que afirmaba que la canción se estrenaría en el programa MTV First el 13 de febrero. Dicha publicación luego fue borrada. En febrero del mismo año, la página web de la cantante lució un fondo negro con una animación de un latido, mientras que sus cuentas de Twitter, Facebook y Tumblr aparecieron con un fondo negro, lo que generó un trendig topic en Twitter llamado «#DemiBlackout», ya que se supuso que esta publicaría un anuncio. Posteriormente, Lovato publicó un twitt en el enlazaba un teaser del tema con la portada y escribió que «mi nuevo sencillo "#Heart Attack" estará disponible el 4 de marzo». Luego de esto, «#LovaticsAreHavingaHeartAttack» (Lovatics tienen un ataque al corazón) y #19DaysForHeartAttack se convirtieron en trendings topic en ese sitio. No obstante, el tema se filtró en Internet una semana antes de la fecha planeada.  Robbie Snow, el jefe de marketing global de Hollywood Records, comentó a Billboard que: «Estaba teniendo una fiesta por los Oscar en mi casa cuando sucedió [la filtración], entonces tuve que excusarme y tener una teleconferencia». Debido a esto, Ryan Seacrest lo estrenó en su programa de radio el 24 de febrero, mientras que Hollywood Records lo publicó en iTunes al día siguiente. El sitio de Seacrest colapsó luego del debut del sencillo.
La intérprete rodó la sesión de la portada del sencillo horas después de romperse su pierna. En una entrevista con Renee Bargh de Extra TV, dijo que los fotógrafos fueron capaces de seguir con la sesión sin que se viera su pierna. El sitio Idolator dijo que la cantante luce «pasmosamente feroz», mientras que Dory Larrabee de Hollywood Life comentó que «Demi Lovato se alejó de sus días [en] Disney... En la portada de su sencillo "Heart Attack", luce madura, sensual y modificada».

## Comentarios de la crítica

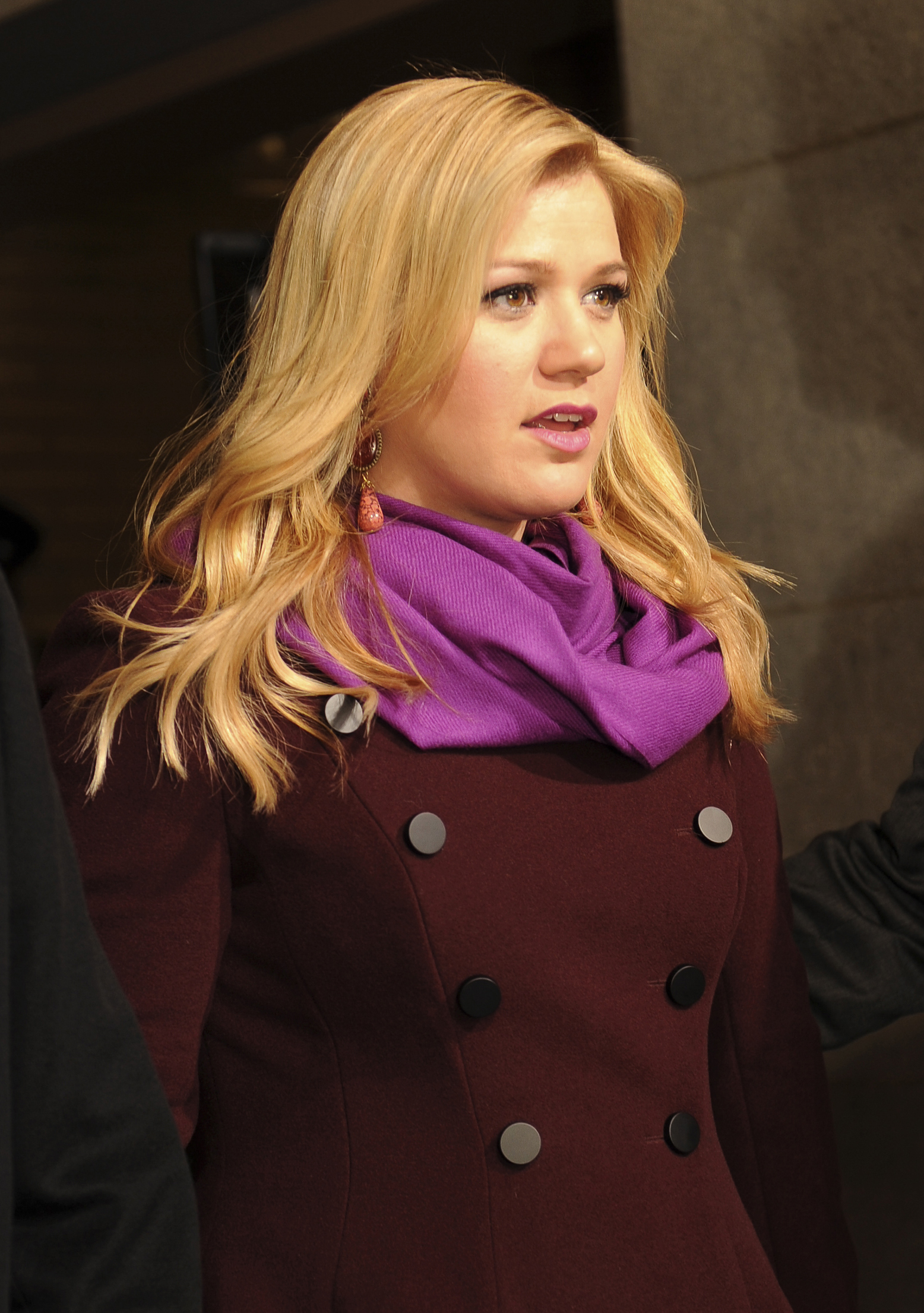
Algunos críticos compararon a la canción con el estilo musical de Kelly Clarkson.

«Heart Attack» recibió en general comentarios positivos por parte de los críticos. Sam Lansky de Idolator la describió como una «canción electropop monstruo, con algunos lamentos impresionantes parecidos a los de Kelly Clarkson, una pequeña instrumentación inspirada en tambores y bajos en los estribillos y con un pegajoso bucle de guitarra». Ray Rahman de Entertainment Weekly escribió: «la canción es grande, con sonidos palpitantes, lamentos sinceros, y algunas interesantes selecciones líricas». Jessica Sager de PopCrush le dio una calificación de cuatro estrellas, y comentó que «A pesar de todo lo que sucede en términos de instrumentación y producción, la voz de Lovato están aún en el primer plano, mostrando un impresionante rango de octavas[...] Líricamente, "Heart Attack" muestra la vulnerabilidad de Lovato, y musicalmente y vocalmente, muestra cuan fuerte es ella». Además, la comparó con el estilo de la música de Kelly Clarkson. Maggie Malacha de AOL Music comentó que: «el disco anterior de Demi tuvo una fuerte influencia R&B, pero esta canción indica que se está yendo para una vibra bailable». La revista Billboard la calificó con rating de 83 puntos y dijo que  «"Heart Attack" demuestra el maduro rango vocal de Lovato» y que «en la pista, demuestra su personalidad completamente florecida para llevarla, acentuando las sílabas del efecto agregado en el pre-estribillo y sosteniendo el puente sin abandono. Su transformación [...] es una reminiscencia a la de Kelly Clarkson en Breakaway». Jody Rosen de la revista Rolling Stone la llamó la pista más pegajosa del disco. La página web Starpulse la ubicó en la posición doce de su lista de las mejores canciones del 2013, y la describió como «absolutamente sorprendente». Robert Copsey de Digital Spy le otorgó cuatro de cinco estrellas, y la consideró como «un caso raro de textbook pop que deja una impresión duradera». Asimismo, el crítico la ubicó en su conteo de «diez canciones que necesitas escuchar», en el que argumentó que «["Heart Attack"] es todo lo que quieres de un número pop de la radio comercial; [tiene] grandes [interpretaciones] vocales e incluso un gran estribillo». El sitio web Pop Dust la ubicó en la posición tres de su lista de las mejores canciones de la primera cuarta parte de 2013, en la que comentó que: «es adictiva como "Give Your Heart a Break", pero se dirige en una dirección lírica completamente diferente». Después, la nombró la quinta pista de la mitad del año. El sitio Glamour la colocó en el puesto diecisiete de su conteo de los mejores temas del verano, y dijo que: «es lo típico de Lovato: vocales fuertes, ritmo genial y toneladas de drama». Bill Lamb de About.com la calificó con cuatro estrellas y media de cinco, y la llamó «un encaje perfecto en las listas de reproducción de las radios pop de hoy». Sin embargo, Adam R. Holz de Plugged In calificó a la pista como un «contenido cuestionable» de Demi, ya que Lovato «en lugar de superar su miedo, sugiere más bien "paralizarse", que arriesgarse decepcionantemente».

## Rendimiento comercial
«Heart Attack» tuvo una buena recepción comercial a nivel mundial. Catorce horas después de su publicación, llegó al primer puesto en las listas de iTunes de nueve países. En total, alcanzó la primera posición en iTunes en diecisiete territorios.  En su primera semana de lanzamiento, vendió 215 000 descargas digitales en los Estados Unidos, por lo que debutó en la posición número doce del conteo Billboard Hot 100 y en la cuarta casilla del Digital Songs. Gracias a esto, se convirtió en la canción de Lovato con mejores ventas en su primera semana, superando a «Skyscraper» (2011), y en el tercer sencillo con más copias vendidas en su semana de lanzamiento en 2013, sólo detrás de «Suit & Tie» de Justin Timberlake con Jay Z y «The Way» de Ariana Grande con Mac Miller. En la siguiente edición, bajó hasta el número veintiuno en el Billboard Hot 100 y el décimo en el Digital Songs, ya que vendió 107 000 descargas digitales. A su séptima semana de lanzamiento, subió hasta el puesto diez en la primera lista mencionada, por lo que se volvió el tercer sencillo de la cantante que entra en el top diez. Tras completar nueve semanas en los conteos, vendió un millón de copias digitales en el territorio. En la Pop Songs, entró en el trigésimo quinto lugar con 1083 detecciones en esa semana y alcanzó la cuarta casilla con 11 248 reproducciones en su décima tercera semana. En su lista anual, registró 136 622 reproducciones, lo que se convirtió en el trigésimo tema más tocado. Adicionalmente, llegó hasta las posiciones siete, doce, veintiocho y uno en las listas Radio Songs, Adult Pop Songs, Adult Contemporary y Dance/Club Play Songs, respectivamente. Para octubre de 2017, el sencillo había vendido 2 100 000 copias digitales en el territorio estadounidense, con lo que se convirtió en el segundo sencillo más vendido de Lovato en el país, sólo detrás de «Give Your Heart a Break» (2012). Debido a esto, y a la implementación del número de streaming de los vídeos en las certificaciones estadounidenses, la Recording Industry Association of America (RIAA) le otorgó a la canción dos discos de platino. En Canadá, en la edición del 16 de marzo, ingresó en el puesto número once del Canadian Hot 100. Posteriormente, subió hasta la séptima casilla, lo que convirtió a la canción en la mejor posicionada de la artista en el país. Simultaneámente, alcanzó el tercer lugar en la Hot Canadian Digital Songs. La Canadian Recording Industry Association (CRIA) certificó a la pista con dos discos de platino, debido a más de 160 000 descargas comercializadas. En México, llegó hasta la posición cinco en el Mexican Inglés Airplay de Billboard.
En Europa, llegó al séptimo lugar de la lista Euro Digital Songs de Billboard. En España, logró debutar en el puesto treinta y cuatro del Top 50 Canciones. Sin embargo, solo permaneció una semana en el ranking. Por otro lado, en Eslovaquia, debutó en la posición cuarenta y ocho de la lista Slovakia Radio Top 100, y meses después, llegó a la casilla cuarenta. En los Países Bajos, ingresó en el puesto treinta y seis del conteo Dutch Singles Chart en la semana del 9 de marzo. En total, permaneció diez semanas dentro de la lista. En Noruega, debutó en la decimoséptima casilla de su ranking Norwegian Singles Chart y tiempo después, llegó al número quince. También ocupó los lugares cincuenta y dos y setenta y tres en las listas de Suecia y Suiza, respectivamente. En el primero de estos, obtuvo un disco de oro por ventas superiores a 20 mil ejemplares, de parte de la GLF. Por otra parte, en el Reino Unido, Irlanda y Escocia debutó en el número tres. Además, en el primer país mencionado, se convirtió en la primera canción de Lovato en debutar en el top 30. De la misma manera, entró en la quinta casilla del conteo UK Singles Download Chart. Para octubre de 2013, había vendido más de 250 000 copias en el país, siendo su canción más exitosa allí, por lo que obtuvo un disco de plata de parte de la British Phonographic Industry (BPI). En Grecia, llegó al puesto número nueve en el Greece Digital Songs en la edición del 1 de junio de 2013. Asimismo, ha logrado figurar en las principales listas de los países de Francia, Ucrania y la República Checa en las posiciones sesenta y nueve, cinco y cuarenta y cuatro, respectivamente. En Dinamarca, llegó hasta el puesto veinticinco, y debido al streaming de la canción, la IFPI de Dinamarca la certificó con un disco de oro.
En Oceanía, tuvo una recepción buena. En la edición del 4 de marzo, la canción debutó en la posición cuarenta y seis en el conteo australiano Australian Singles Chart. En las siguientes ediciones, alcanzó el puesto número cuarenta y uno.
Por otro lado, en el conteo ARIA Digital Tracks de Australia, llegó hasta la casilla treinta y nueve. En el territorio, consiguió un disco de oro por vender más de 35 mil copias, otorgado por la Australian Recording Industry Association (ARIA). En Nueva Zelanda, por su parte, ingresó en el puesto trece del RIANZ Singles Top 40 en la semana del 4 de marzo de 2013. En la siguiente edición, subió y alcanzó la posición nueve. La Recording Industry Association of New Zealand (RIANZ) condecoró al sencillo con un disco de platino debido a que vendió más de 15 000 descargas en el país.
Por otro lado, «Heart Attack» logró entrar en las listas de algunos países asiáticos. En la lista surcoreana Gaon International Download Chart, el tema debutó en la posición veintiséis, mientras que en la siguiente edición, subió hasta el puesto veintidós, marcando su mejor posición en el conteo. Además, en el ranking mensual de marzo del mismo país, logró quedar en la casilla cuarenta y tres, ya que vendió 14 762 descargas digitales en todo ese mes. En el Líbano, en la semana del 26 de mayo, logró llegar a la cuarta posición del Lebanese Top 20 y a la tercera en el Lebanese Top 20 English. Finalmente, en el conteo ruso Top Hit Weekly General debutó en la casilla 155 en la semana del 27 de mayo. En la edición del 24 de junio, alcanzó la posición número 147 en dicha lista.

## Vídeo musical

### Antecedentes y publicación

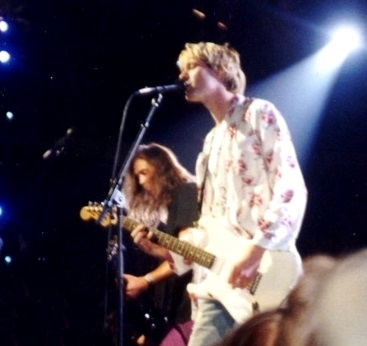
Chris Applebaum, director del vídeo, comparó a Demi Lovato con el vocalista de Nirvana, Kurt Cobain.

En febrero de 2013, Lovato habló con MTV, donde confesó que luciría como nunca antes la habían visto en el vídeo y que quería combinar su nueva apariencia con su nueva música. Además, afirmó que: «Creo que [en] la imagen del clip tomo un nuevo aspecto... Siento como si tengo mi propio estilo, como una sofisticada y elegante rockera, simplemente un estilo de moda diferente esta vez... Es increíble que lo haya incorporado a mi música, y encaje. Pero mucha de la música del vídeo, creo, se basa en la moda pero también en la interpretación. Realmente me gustaría rocanrolear, especialmente en mis vídeos musicales cuando puedo interpretar [la canción] muchas veces».
Chris Applebaum, quien había trabajado con artistas como Rihanna, Britney Spears y Mariah Carey, dirigió el videoclip «Heart Attack», y lo rodó durante el 13 y 14 de marzo, en Los Ángeles. Según  Applebaum, Lovato le recordaba a Rihanna, ya que «Rihanna es callada y reservada, y Demi es igual. Pero cuando camina a la habitación todos notan que no es extrovertida. Es muy callada y reservada pero la gente la ama y la respeta». Además, comparó a la intérprete con el vocalista de la banda Nirvana, Kurt Cobain, al decir que:

«Todos conocemos las luchas que Demi ha enfrentado y los problemas que rodean su vida personal. Así que es imposible no aplicar o proyectar eso en ella mientras está cantando en su vídeo. Después de todo, ¿cómo nadie puede sentir nada más cuando Kurt Cobain está tumbado en un campo de adormideras en el vídeo de "Heart Shaped Box"?. Todos sabían que el joven era un adicto a la heroína en aquel momento, y todos sabían que la heroína es lo más cercano que puedes arriesgar con tu vida antes de que la pierdas. Y todos entendieron algo en eso de una manera mucho más poderosa que la imagen que observaron en la pantalla. Así que podría decir que en este sentido, Demi es muy abierta acerca de su vida personal y sobre quién es como persona y las batallas que enfrentó. Y esas son cosas con las que la gente se puede proyectar cuando estén viendo el vídeo».

Además, el director dijo que «en veinte años dirigiendo vídeos, he visto a cada artista haciendo sincronización de voz, con la excepción de dos personas: una de ellas fue Celine Dion, y la segunda, Demi Lovato. Ella es el verdadero negocio». Previo a la publicación, la intérprete lanzó tres adelantos en su cuenta de VEVO.
E! estrenó el clip en la noche del 9 de abril de 2013, mientras que la intérprete lo subió a su cuenta en YouTube horas después. Además, la discográfica lo lanzó el mismo día en iTunes de los Estados Unidos.

### Significado y trama
En abril, la cantante publicó un vídeo que mostraba el detrás de escenas del clip de la canción. En él, dijo que: «Ustedes me ven toda de blanco, representando algo puro. Pero lo negro en mis manos representa las cosas que no puedo dejar ir. Es el dolor sobrante y sufrimiento de las relaciones pasadas. Hay una escena donde salgo de la pintura negra, que me representa saliendo de ese [dolor] e iniciando un nuevo comienzo». En una entrevista con MTV, el director del clip dijo que: «la canción es acerca de este tipo de dualidad que Demi enfrenta. Ella está cantando acerca de querer enamorarse. Pero además, de querer asegurarse que está ocultándose un poco, para no salir herida. Esto es como una ventaja donde intentamos metafóricamente representar estos dos lados diferentes de Demi: está el blanco angelical, donde estos oscuros y negros elementos empiezan a avanzar en su cuerpo ya listo para invadirla. Y está el lado opuesto [...] este entorno negro donde las fuerzas blancas, están avanzando».
El clip comienza con Lovato emergiendo de una piscina llena de espesa pintura corporal negra. Luego, en la siguiente escena, aparece sonriendo delante de un fondo blanco con sus manos y antebrazos negros, y empieza a cantar la primera parte de la canción. Después, Lovato aparece en un viejo garaje, con una banda de tres integrantes, mientras interpreta la canción. El resto del clip consiste en una intercalación de dichas tomas.

### Recepción
El videoclip recibió comentarios positivos por parte de los críticos. Chloe Melas de Hollywood Life dijo que «amó el clip» y lo llamó «el mejor de Lovato». Natalie Finn de E! comentó que «el look nervioso que adoptó simplemente [es] una fachada para el romántico hardcore interior del video». Rachel Brodsky de MTV Buzzworthy dijo que «la cantante divide su tiempo entre cantando directamente a la cámara con las manos llenas de pintura negra y tocando con una multitud explosiva de valientes músicos de fondo [...] "Heart Attack" ilustra la tensión que Demi siente al quedarse en la tierra y enamorarse: [interpreta a] una diosa rock hardcore de blanco y negro, y una señorita artística y vulnerable a la vez». The Huffingston Post comentó que le parecía raro ver a la cantante cubriéndose con la pintura, pero que de todas formas, lucía asombrosa.
En la edición del 27 de abril de 2013, debutó en la posición cinco en la lista YouTube de Billboard. En total, permaneció dieciocho semanas en el conteo.
El clip ganó el premio al Mejor vídeo internacional del año en los MuchMusic Video Awards 2013, en donde superó a «Va Va Voom» de Nicki Minaj, «Give Me Love» de Ed Sheeran y «Mirrors» de Justin Timberlake. Por otro lado, recibió una nominación al mejor vídeo femenino en los MTV Video Music Awards de 2013, pero perdió ante «I Knew You Were Trouble» de Taylor Swift. Asimismo, obtuvo una candidatura al vídeo del año en los YouTube Music Awards, pero perdió ante «I Got a Boy» de Girls' Generation. Además, ha sido nominado al galardón del mejor vídeo del mundo en los World Music Awards. En septiembre de 2013, el vídeo recibió la certificación de VEVO, por haber superado las 100 millones de visitas en YouTube.

### Vídeo con audio y vídeo con letra
El 25 de febrero de 2013, la cantante publicó un clip con el audio de «Heart Attack» en su canal de VEVO. Hasta marzo de ese año, había recibido 4,5 millones de visitas.
El 1 de marzo,  Lovato compartió un tuit en el que animaba a sus seguidores a desbloquear el vídeo con la letra de «Heart Attack». Todo esto formaba parte de una campaña online donde los fanáticos tenían que desbloquear el vídeo tuiteando la letra de la canción, junto con el hashtag #UnlockHeartAttack. Luego de esto, el hashtag se convirtió en una tendencia mundial en Twitter hasta la publicación del clip, el cual recibió 500 000 visitas. La campaña la desarrolló la empresa de producción digital de Chicago Eyes & Ears Entertainment. Brian Schopfel, cofundador de la compañía, explicó que: «Queríamos una campaña que permitiera a los seguidores estar activos como quisieran, mientras aún prestaban una específica llamada de atención [...] Usando las letras y reuniendo los tuits de los fanáticos para cada palabra, los seguidores de [la cantante] terminaron creando múltiples tuits y estaban realmente obligados a participar». Por otro lado, Trevor Kelley, director ejecutivo de marketing de Disney Music Group dijo que: «Sabíamos que queríamos involucrar a los fanáticos de Demi en el vídeo con la letra, tanto en cómo se descubría y cómo se buscaba creativamente. Fue desafiante de realizar debido a la cantidad de tendencias mundiales que ella creó el año pasado, pero terminamos con un clip que era muy único y convincente para mirar».

## Presentaciones en vivo y versiones de otros artistas
Lovato interpretó por primera vez en vivo «Heart Attack» en un concierto de Universal Studios en Orlando, Florida, el 2 de marzo de 2013. En ese mismo mes, la cantó en Indonesia, Singapur, Malasia, Filipinas y Rusia, como parte de su gira A Special Night with Demi Lovato. El 1 de abril, la interpretó en el programa Jimmy Kimmel Live!, y al día siguiente en Dancing with the stars. Con respecto a esta última, el sitio Neon Limelight dijo que «la cantante dominó el escenario con mucha ferocidad», mientras que Celeb Dirty Laundry comentó que «Lovato debería recurrir al Playback». Asimismo, el 10 y el 11 de ese mismo mes, la intérprete la presentó en Good Morning America y Live with Kelly and Michael. El 10 de mayo, la interpretó en el Summer Kickoff Concert en San Diego, California, y al día siguiente, en el evento Wango Tango 2013. El 13 de mayo, la cantó en The Ellen DeGeneres Show, y el 31, la presentó en Britain's Got Talent. La presentación tuvo comentarios mixtos por parte del público en Twitter, ya que algunos cuestionaron el desempeño de la intérprete, mientras otros la defendieron. En junio, Demi interpretó «Heart Attack»y  «Give Your Heart A Break» en los Much Music Video Awards. En septiembre, la interpretó como el tema de apertura de su presentación en el Festival People en Español 2013.
En marzo, Fifth Harmony, grupo finalista de la segunda temporada de The X Factor, subió a YouTube su cover de «Heart Attack». En abril, el grupo Cimorelli publicó una versión a capela del tema en YouTube. El sitio Disney dreaming dijo que amó el cover, mientras que Jenna Hally Rubenstein de MTV Buzzworthy comentó que «estamos seguros que todo lo que es a capela tiende a obtener una reputación estúpida, pero Cimorelli viene con una tonelada de credibilidad». En dos días, la versión obtuvo 500 000 visitas en YouTube, y consiguió un trending topic en Twitter llamado #CimorelliHeartAttackTonight. El 28 de abril, el cantante Sam Tsui y Chrissy Costanza lanzaron como sencillo en iTunes su cover del tema. En julio, el cantante Kurt Hugo Shneider y Sara Skinner publicaron en YouTube un clip titulado «Demi Lovato medley», el cual consiste en un popurrí interpretado por ellos mismos de «Heart Attack», «Skyscraper», «Warrior» y «This is Me».

## Formatos
Descarga digital
| «Heart Attack» — Sencillo |                |          |  |
| N.º                       | Título         | Duración |  |
| 1.                        | «Heart Attack» | 3:31     |  |

| «Heart Attack (Remixes)» — EP |                                             |          |  |
| N.º                           | Título                                      | Duración |  |
| 1.                            | «Heart Attack» (The Alias Club Remix)       | 5:16     |  |
| 2.                            | «Heart Attack» (Manhattan Clique Remix)     | 5:10     |  |
| 3.                            | «Heart Attack» (Belanger Remix)             | 4:06     |  |
| 4.                            | «Heart Attack» (Deejay Theory Remix)        | 4:39     |  |
| 5.                            | «Heart Attack» (White Sea Remix)            | 3:41     |  |
| 6.                            | «Heart Attack» (White Sea A cappella Remix) | 3:40     |  |

| «Heart Attack (Remixes 2.0)» — EP |                                              |          |  |
| N.º                               | Título                                       | Duración |  |
| 1.                                | «Heart Attack» (The Alias Radio Remix)       | 3:08     |  |
| 2.                                | «Heart Attack» (Manhattan Clique Edit Remix) | 3:23     |  |
| 3.                                | «Heart Attack» (DJ Laszlo Remix)             | 4:06     |  |
| 4.                                | «Heart Attack» (Mike D MixShow Remix)        | 3:38     |  |

| «Heart Attack (Remixes) [CD Promocional]» |                                               |          |  |
| N.º                                       | Título                                        | Duración |  |
| 1.                                        | «Heart Attack» (The Alias Club Remix)         | 5:16     |  |
| 2.                                        | «Heart Attack» (The Alias Radio Mix)          | 3:09     |  |
| 3.                                        | «Heart Attack» (Manhattan Clique Dub Remix)   | 4:43     |  |
| 4.                                        | «Heart Attack» (Manhattan Clique Edit Remix)  | 3:23     |  |
| 5.                                        | «Heart Attack» (Manhattan Clique Remix)       | 5:10     |  |
| 6.                                        | «Heart Attack» (Belanger Remix)               | 4:06     |  |
| 7.                                        | «Heart Attack» (DeeJay Theory Remix)          | 4:39     |  |
| 8.                                        | «Heart Attack» (White Sea A cappella Remix)   | 3:40     |  |
| 9.                                        | «Heart Attack» (White Sea Instrumental Remix) | 3:41     |  |
| 10.                                       | «Heart Attack» (White Sea Remix)              | 3:41     |  |

## Posicionamiento en listas

### Mensuales
| País          | Lista      | Mejor posición |
| ------------- | ---------- | -------------- |
| Corea del Sur | Gaon Chart | 43             |

### Semanales
| País              | Lista                      | Mejor posición |
| ----------------- | -------------------------- | -------------- |
| Australia         | Australian Singles Chart   | 41             |
| Australia         | ARIA Digital Tracks        | 39             |
| Bélgica (Flandes) | Ultratop 50                | 7              |
| Bélgica (Valonia) | Ultratip 50                | 7              |
| Brasil            | Brazil Hot 100 Airplay     | 1              |
| Brasil            | ABPD                       | 1              |
| Canadá            | Canadian Hot 100           | 7              |
| Canadá            | Hot Canadian Digital Songs | 3              |
| Corea del Sur     | Gaon Chart                 | 22             |
| Dinamarca         | Danish Singles Chart       | 1              |
| Escocia           | Scottish Singles Chart     | 3              |
| Eslovaquia        | Radio Top 100              | 4              |
| España            | Top 50 Canciones           | 34             |
| Estados Unidos    | Billboard Hot 100          | 10             |
| Estados Unidos    | Digital Songs              | 4              |
| Estados Unidos    | Radio Songs                | 7              |
| Estados Unidos    | Pop Songs                  | 4              |
| Estados Unidos    | Adult Pop Songs            | 12             |
| Estados Unidos    | Adult Contemporary         | 28             |
| Estados Unidos    | Dance/Club Play Songs      | 1              |
| Francia           | French Singles Chart       | 6              |
| Grecia            | Greece Digital Songs       | 1              |
| Irlanda           | Irish Singles Chart        | 3              |
| Líbano            | Lebanese Top 20            | 4              |
| Líbano            | Lebanese Top 20 English    | 3              |
| México            | Mexico Inglés Airplay      | 5              |
| Noruega           | Norwegian Singles Chart    | 1              |
| Nueva Zelanda     | RIANZ Singles Top 40       | 9              |
| Países Bajos      | Dutch Top 40               | 3              |
| Reino Unido       | UK Singles Chart           | 3              |
| Reino Unido       | UK Singles Download Chart  | 5              |
| Reino Unido       | UK Streaming Chart         | 9              |
| República Checa   | Czech Radio Top 100        | 4              |
| Rusia             | Top Hit Weekly General     | 47             |
| Suecia            | Swedish Singles Chart      | 52             |
| Suiza             | Swiss Singles Chart        | 7              |
| Ucrania           | Tophit                     | 9              |
| Europa            | Euro Digital Songs         | 7              |

#### Sucesión en lista
| Predecesor: «People Like Us» de Kelly Clarkson | Dance/Club Play Songs — Sencillo número uno 6 de julio de 2013 — 12 de julio de 2013 | Sucesor: «Come & Get It» de Selena Gomez |

### Anuales
| País              | Lista (2013)          | Posición |
| ----------------- | --------------------- | -------- |
| Bélgica (Flandes) | Ultratop 50           | 99       |
| Canadá            | Canadian Hot 100      | 38       |
| Estados Unidos    | Billboard Hot 100     | 50       |
| Estados Unidos    | Digital Songs         | 45       |
| Estados Unidos    | Pop Songs             | 30       |
| Estados Unidos    | Radio Songs           | 55       |
| Estados Unidos    | Dance/Club Play Songs | 39       |
| Reino Unido       | UK Singles Chart      | 73       |

### Certificaciones
| País           | Organismo Certificador | Ventas Certificadas | Certificación       | Simbolización | Ref.          |
| -------------- | ---------------------- | ------------------- | ------------------- | ------------- | ------------- |
| Australia      | ARIA                   | 35 000              | Oro                 | ●             | [ 103 ]       |
| Canadá         | CRIA                   | 160 000             | 2× Platino          | 2▲            | [ 79 ]        |
| Corea del Sur  | Gaon                   | 14 555              |                     |               | [ 172 ]       |
| Dinamarca      | IFPI                   | 1 800 000           | Platino (streaming) | ▲             | [ 100 ]       |
| Estados Unidos | RIAA                   | 2 000               | 2× Platino          | 2▲            | [ 66 ] [ 75 ] |
| Irlanda        | IRMA                   | 7500                | Oro                 | ●             | [ 174 ]       |
| México         | AMPROFON               | 70 000              | Platino             | ●             | [ 175 ]       |
| Nueva Zelanda  | RIANZ                  | 15 000              | Platino             | ▲             | [ 176 ]       |
| Reino Unido    | BPI                    | 600 000             | Platino             | ●             | [ 95 ]        |
| Suecia         | GLF                    | 80 000              | 2x Platino          | ▲             | [ 88 ]        |
| Venezuela      | AVINPRO                | 30 000              | Platino             | ▲             | [ 177 ]       |

## Premios y nominaciones
A continuación, una lista de algunos de las nominaciones y premios que obtuvo la canción en distintas ceremonias de premiación.
| Año  | Ceremonia de premiación     | Categoría                              | Resultado | Ref.    |
| ---- | --------------------------- | -------------------------------------- | --------- | ------- |
| 2013 | MuchMusic Video Awards      | Vídeo internacional del año            | Ganador   | [ 20 ]  |
| 2013 | MTV Video Music Awards 2013 | Mejor vídeo femenino                   | Nominado  | [ 129 ] |
| 2013 | Teen Choice Awards          | Mejor sencillo de una artista femenina | Ganador   | [ 15 ]  |
| 2013 | World Music Awards          | Mejor canción del mundo                | Nominado  | [ 178 ] |
| 2013 | World Music Awards          | Mejor vídeo del mundo                  | Nominado  | [ 179 ] |
| 2013 | YouTube Music Awards        | Vídeo del año                          | Nominado  | [ 180 ] |
| 2014 | People's Choice Awards      | Vídeo musical favorito                 | Nominado  | [ 181 ] |
| 2014 | BMI Pop Awards              | Canción más interpretada               | Ganador   | [ 182 ] |

## Créditos
- Demi Lovato: voz y composición
- Mitch Allan: composición y producción
- Jason Evigan: composición y producción
- Sean Douglas: composición
- Nikki Williams: composición

Fuentes: Billboard y Songfacts.

## Historial de lanzamientos
| País           | Fecha                 | Formato          | Ref.    |
| -------------- | --------------------- | ---------------- | ------- |
| Estados Unidos | 25 de febrero de 2013 | Descarga digital | [ 2 ]   |
| Australia      | 25 de febrero de 2013 | Descarga digital | [ 183 ] |
| Canadá         | 25 de febrero de 2013 | Descarga digital | [ 184 ] |
| España         | 25 de febrero de 2013 | Descarga digital | [ 185 ] |
| Francia        | 25 de febrero de 2013 | Descarga digital | [ 186 ] |
| Nueva Zelanda  | 25 de febrero de 2013 | Descarga digital | [ 187 ] |
| Países Bajos   | 25 de febrero de 2013 | Descarga digital | [ 188 ] |
| Estados Unidos | 25 de febrero de 2013 | Radio            | [ 189 ] |
| Filipinas      | 16 de marzo de 2013   | Sencillo en CD   | [ 190 ] |
| Reino Unido    | 28 de abril de 2013   | Descarga digital | [ 191 ] |
| Tailandia      | 2 de mayo de 2013     | Sencillo en CD   | [ 192 ] |